# Mohammed Ennajar
 (décembre 2014).
Mohammed Ennajar, né en 1839 à Tunis et mort en 1913 dans la même ville, est un ouléma tunisien.

## Famille et jeunesse
Né dans une famille lettrée citadine de Tunis, il est le fils d'Othman Ennajar, enseignant de troisième classe à la Zitouna, et de Fatma qui appartient à la famille chérifienne et lettrée des Kabadou. 
Il épouse Mannoubiya Saidi qui appartient à une vieille famille tunisoise d'artisans et marchands.
Il suit ses études à la Zitouna.

## Carrière
Enseignant à la Zitouna, il devient notaire en 1867 puis mufti malékite en 1895. Il est connu pour avoir publié son livre Majmoua al fatawa en huit tomes.